# 구효서
구효서(具孝書, 1958년 9월 25일~ )는 대한민국의 소설가이다.

## 삶
```
1987년 
중앙일보
 신춘문예에 단편 <마디>를 통해 등단했다.
```

구효서가 직접 입력함.
단편집
1.<노을은 다시 뜨는가> 도서출판 판. 1990.
2.<확성기가 있었고 저격병이 있었다> 세계사. 1993.
3.<깡통따개가 없는 마을> 세계사. 1995.
4.<도라지꽃 누님> 세계사. 1999.
5.<아침 깜짝 물결무늬 풍뎅이> 세계사. 2003.
6.<시계가 걸렸던 자리> 창비. 2005.
7.<저녁이 아름다운 집> 랜덤하우스중앙. 2009.
8.<별명의 달인> 문학동네. 2013.
9.<아닌 계절> 문학동네. 2017.
10. <웅어의 맛> 문학사상. 2022.

단편선집 
1.<그녀의 야윈 뺨> 중앙일보. 1996.
2.<물 속 페르시아 고양이> 생각의 나무. 2002. 
3.<덕암엔 왜 간다는 걸까 그녀는> RYTH. 2021. 
4.<세상은 그저 밤 아니면 낮이고> 스토리코스모스. 2022. 
장편소설 
1.<늪을 건너는 법> 중앙일보. 1991.
2.<슬픈 바다> 동아출판사. 1991.
3.<전장의 겨울 1> 모음사. 1992
4.<전장의 겨울 2> 모음사. 1992.
5.<추억되는 것의 아름다움 혹은 슬픔> 문이당. 1992.
6.<낯선 여름> 중앙일보. 1994.
7.<라디오 라디오> 고려원. 1995.
8.<비밀의 문 1> 해냄. 1996.
9.<비밀의 문 2> 해냄. 1996.
10.<내 목련 한 그루> 현대문학. 1997.
11.<남자의 서쪽> 문학동네. 1997.
12.<오남리 이야기> 열림원. 1998. 
13.<그리운 우리-길 위에 서다> 부산매일신문 연재. 1998. 
14.<벅구> 하이텔 연재. 1998. 
15.<정별> 예스24 연재. 2000. 
16.<국수 한 그릇> 미지로 연재. 2000. 
17.<악당 임꺽정 1> 해냄, 2000.
18.<악당 임꺽정 2> 해냄. 2000.
19.<몌별> 세계사. 2001.
20.<애별 1> 생각의 나무. 2002.
21.<애별 2> 생각의 나무. 2002.
22.<나가사키 파파> 뿔. 2008.
23.<랩소디 인 베를린> 뿔. 2010.
24.<동주> 자음과 모음. 2011.
25.<타락> 현대문학. 2014.
26.<새벽별이 이마에 닿을 때> 해냄. 2016.
27.<옆에 앉아서 좀 울어도 돼요?> 해냄. 2021.
28.<빵 좋아하세요?> 문학수첩. 2021.
29.<통영이에요 지금> 해냄. 2023.

산문집 
1.<인생은 지나간다> 마음산책. 2000.
2.<인생은 깊어간다> 마음산책. 2006.
3.<소년은 지나간다> 현대문학. 2018.

동화
1.<부항소녀> 명예의 전당. 2002.

짧은소설 
1.<꿈에 기대어> 하늘연못. 1997. 

번역출간
1.<몌별> 중국 공인출판사. 번역제목 <暗戀>. 2002.
2.<나가사키 파파> 일본 쿠온출판사. 2012.
3.<랩소디 인 베를린> 중국 역림출판사. 번역제목 <栢林 狂想曲>. 2014.
4.<옆에 앉아서 울어도 돼요?> 태국 아마린 출판사. 2023.
수상경력
1.<깡통따개가 없는 마을로> 1994년 한국일보문학상, 
2.<소금가마니>로 2005년 이효석문학상, 
3.<명두>로 2006년 황순원문학상, 
4.<시계가 걸렸던 자리>로 2007년 한무숙문학상, 
5.<조율-피아노 월인천강지곡>으로 2007년 허균문학작가상, 
6.<나가사키 파파>로 2008년 대산문학상, 
7.<별명의 달인>으로 2014년 동인문학상, 
8.<풍경소리>로 2017년 이상문학상, 
9.<아닌 계절>로 2018년 이병주국제문학상, 
10.<옆에 앉아서 좀 울어도 돼요?>로 2021년 황순원 작가상을 수상했다.

## 같이 보기
- 한국의 소설가 목록